# Liste der chinesischen Botschafter in Südvietnam
Die Botschaft befand sich in No 175, Hai Ba Trung Saigon.

## Geschichte
Am 30. April 1975 schloss die taiwanesische Botschaft in Saigon.
| Ernennung / Akkreditierung | Botschafter    | Hochchinesisch | Bemerkungen | Premierminister der Republik China (Taiwan) | Staatsoberhaupt Südvietnams | Posten verlassen |
| -------------------------- | -------------- | -------------- | --- | ------------------------------------------- | --------------------------- | ---------------- |
| 1955                       | Chiang Kai En  | 蒋恩铠         | (* 1904 in Taicang; † 1999) Taiwanesischer Generalkonsul in Saigon | Yu Hung-Chun                                | Ngô Đình Diệm               |                  |
| Dez. 1956                  | Yuen Tse-kien  | 袁子健         | (* 1907 in Chekiang; † 26. Februar 1982) 1940–1942 Gesandtschaftssekretär erster Klasse in Ankara, 1943–1946 Gesandtschaftssekretär in Santiago de Chile, 1946–1947: Generalkonsul in Hanoi, 1954–1956 Gesandter in Caracas, Dezember 1956 Gesandter in Saigon, im Juli 1957 wurde die Auslandsvertretung zur Botschaft aufgewertet.(b. Chekiang 07.) educ. Grad., Sch. of Pol. Sc., Paris; LLD., U. of Grenoble, France. Div. Chief, MOFA 35-40; Sec., Ch. Legation Turkey 40-42; Sec., Ch. Legation, Chile 43- 46; Consul Gen., Hanoi 46-47; Dep. Dept. Dir., MOFA 47-49; Dir. Dept. of European Aff. MOFA 49-54; Min. Extraordinary and Plenipotentiary to Venezuela ; | Yu Hung-Chun                                | Ngô Đình Diệm               | Okt. 1964        |
| 8. Okt. 1964               | Hu Lien        | 胡琏           | | Yen Chia-kan                                | Trần Văn Hữu                | Dez. 1972        |
| Dez. 1972                  | Hsu Shao-chang | 许绍昌         | Auch Xu Shaochang (* 1913; † 1999) bis 1963 Botschafter in Rom, 1. Juni 1963 – 1. Jan. 1968: Botschafter in Rio de Janeiro anschließend Botschafter in Buenos Aires | Chiang Ching-kuo                            | Trần Thiện Khiêm            | Apr. 1975        |
| Mai 1973                   | Wang Ruojie    | 王若杰         | Botschafter der Volksrepublik China in Saigon, 1964–1972: Botschafter in Sanaa (Jemen), 1977–1982: Botschafter in Port Louis (Mauritius) | Zhou Enlai                                  | Trần Thiện Khiêm            | Nov. 1976        |